# Jason Derulo/Diskografie
Diese Diskografie ist eine Übersicht über die musikalischen Werke des US-amerikanischen Popsängers Jason Derulo. Den Quellenangaben und Schallplattenauszeichnungen zufolge hat er bisher mehr als 99,3 Millionen Tonträger verkauft, davon alleine in seiner Heimat über 49,3 Millionen. In Deutschland zählt er mit über sechs Millionen verkauften Tonträgern zu den Interpreten mit den meisten Tonträgerverkäufen des Landes. Seine erfolgreichste Veröffentlichung ist die Single Want to Want Me mit über 8,1 Millionen verkauften Einheiten.

## Alben

### Studioalben
| Jahr | Titel Musiklabel                          | Höchstplatzierung, Gesamtwochen, AuszeichnungChartplatzierungen (Jahr, Titel, Musiklabel, Platzierungen, Wochen, Auszeichnungen, Anmerkungen) | Höchstplatzierung, Gesamtwochen, AuszeichnungChartplatzierungen (Jahr, Titel, Musiklabel, Platzierungen, Wochen, Auszeichnungen, Anmerkungen) | Höchstplatzierung, Gesamtwochen, AuszeichnungChartplatzierungen (Jahr, Titel, Musiklabel, Platzierungen, Wochen, Auszeichnungen, Anmerkungen) | Höchstplatzierung, Gesamtwochen, AuszeichnungChartplatzierungen (Jahr, Titel, Musiklabel, Platzierungen, Wochen, Auszeichnungen, Anmerkungen) | Höchstplatzierung, Gesamtwochen, AuszeichnungChartplatzierungen (Jahr, Titel, Musiklabel, Platzierungen, Wochen, Auszeichnungen, Anmerkungen) | Anmerkungen                              |
| Jahr | Titel Musiklabel                          | DE | AT | CH | UK | US | Anmerkungen                              |
| ---- | ----------------------------------------- | --- | --- | --- | --- | --- | ---------------------------------------- |
| 2010 | Jason Derulo Beluga Heights (WMG)         | DE49 (10 Wo.)DE | AT23 (3 Wo.)AT | CH13 (15 Wo.)CH | UK8 Platin · (37 Wo.)UK | US11 Platin · (34 Wo.)US | Erstveröffentlichung: 26. Februar 2010   |
| 2011 | Future History Beluga Heights (WMG)       | DE32 (3 Wo.)DE | AT38 (1 Wo.)AT | CH20 (7 Wo.)CH | UK7 Gold · (7 Wo.)UK | US29 Gold · (5 Wo.)US | Erstveröffentlichung: 16. September 2011 |
| 2013 | Tattoos / Talk Dirty Beluga Heights (WMG) | DE25 Gold · (3 Wo.)DE | AT29 (1 Wo.)AT | CH13 (12 Wo.)CH | UK5 Gold · (31 Wo.)UK | US4 Platin · (63 Wo.)US | Erstveröffentlichung: 20. September 2013 |
| 2015 | Everything Is 4 Beluga Heights (WMG)      | DE23 (3 Wo.)DE | AT33 (1 Wo.)AT | CH13 (8 Wo.)CH | UK16 Silber · (14 Wo.)UK | US4 Gold · (36 Wo.)US | Erstveröffentlichung: 29. Mai 2015       |
| 2024 | Nu King Atlantic Records (WMG)            | — | — | CH93 (1 Wo.)CH | UK69 (4 Wo.)UK | US82 Gold · (1 Wo.)US | Erstveröffentlichung: 16. Februar 2024   |

### Kompilationen
| Jahr | Titel Musiklabel                   | Höchstplatzierung, Gesamtwochen, AuszeichnungChartplatzierungen (Jahr, Titel, Musiklabel, Platzierungen, Wochen, Auszeichnungen, Anmerkungen) | Höchstplatzierung, Gesamtwochen, AuszeichnungChartplatzierungen (Jahr, Titel, Musiklabel, Platzierungen, Wochen, Auszeichnungen, Anmerkungen) | Höchstplatzierung, Gesamtwochen, AuszeichnungChartplatzierungen (Jahr, Titel, Musiklabel, Platzierungen, Wochen, Auszeichnungen, Anmerkungen) | Höchstplatzierung, Gesamtwochen, AuszeichnungChartplatzierungen (Jahr, Titel, Musiklabel, Platzierungen, Wochen, Auszeichnungen, Anmerkungen) | Höchstplatzierung, Gesamtwochen, AuszeichnungChartplatzierungen (Jahr, Titel, Musiklabel, Platzierungen, Wochen, Auszeichnungen, Anmerkungen) | Anmerkungen                             |
| Jahr | Titel Musiklabel                   | DE | AT | CH | UK | US | Anmerkungen                             |
| ---- | ---------------------------------- | --- | --- | --- | --- | --- | --------------------------------------- |
| 2011 | Reloaded Beluga Heights (WMG)      | — | — | — | — | — | Erstveröffentlichung: 16. Dezember 2011 |
| 2016 | Platinum Hits Beluga Heights (WMG) | — | — | — | UK46 Platin · (72 Wo.)UK | US68 (12 Wo.)US | Erstveröffentlichung: 29. Juli 2016     |

### EPs
| Jahr | Titel                         | Anmerkungen                              |
| ---- | ----------------------------- | ---------------------------------------- |
| 2011 | Jason Derulo: Special Edition | Erstveröffentlichung: 1. Juli 2011       |
| 2013 | Tattoos                       | Erstveröffentlichung: 24. September 2013 |
| 2014 | Talk Dirty                    | Erstveröffentlichung: 21. April 2014     |
| 2019 | 2Sides (Side 1)               | Erstveröffentlichung: 8. November 2019   |

## Singles

### Als Leadmusiker
| Jahr | Titel Album                                         | Höchstplatzierung, Gesamtwochen, AuszeichnungChartplatzierungen (Jahr, Titel, Album, Platzierungen, Wochen, Auszeichnungen, Anmerkungen) | Höchstplatzierung, Gesamtwochen, AuszeichnungChartplatzierungen (Jahr, Titel, Album, Platzierungen, Wochen, Auszeichnungen, Anmerkungen) | Höchstplatzierung, Gesamtwochen, AuszeichnungChartplatzierungen (Jahr, Titel, Album, Platzierungen, Wochen, Auszeichnungen, Anmerkungen) | Höchstplatzierung, Gesamtwochen, AuszeichnungChartplatzierungen (Jahr, Titel, Album, Platzierungen, Wochen, Auszeichnungen, Anmerkungen) | Höchstplatzierung, Gesamtwochen, AuszeichnungChartplatzierungen (Jahr, Titel, Album, Platzierungen, Wochen, Auszeichnungen, Anmerkungen) | Anmerkungen                                                                              |
| Jahr | Titel Album                                         | DE | AT | CH | UK | US | Anmerkungen                                                                              |
| --- | --------------------------------------------------- | --- | --- | --- | --- | --- | ---------------------------------------------------------------------------------------- |
| 2009 | Whatcha Say Jason Derulo                            | DE7 Gold · (19 Wo.)DE | AT9 Gold · (17 Wo.)AT | CH5 (20 Wo.)CH | UK3 ×2Doppelplatin · (19 Wo.)UK | US1 ×5Fünffachplatin · (32 Wo.)US | Erstveröffentlichung: 5. Mai 2009                                                        |
| 2009 | In My Head Jason Derulo                             | DE9 Gold · (31 Wo.)DE | AT15 Gold · (28 Wo.)AT | CH20 (31 Wo.)CH | UK1 Platin · (25 Wo.)UK | US5 ×4Vierfachplatin · (34 Wo.)US | Erstveröffentlichung: 10. Dezember 2009                                                  |
| 2010 | Ridin’ Solo Jason Derulo                            | DE24 (10 Wo.)DE | AT36 (6 Wo.)AT | CH45 (10 Wo.)CH | UK2 ×2Doppelplatin · (35 Wo.)UK | US9 ×4Vierfachplatin · (28 Wo.)US | Erstveröffentlichung: 26. April 2010                                                     |
| 2010 | What If Jason Derulo                                | DE48 (3 Wo.)DE | AT35 (1 Wo.)AT | — | UK12 Silber · (15 Wo.)UK | US76 (2 Wo.)US | Erstveröffentlichung: 9. August 2010                                                     |
| 2010 | The Sky’s the Limit Jason Derulo                    | — | — | — | UK68 (6 Wo.)UK | — | Erstveröffentlichung: 15. November 2010                                                  |
| 2011 | Don’t Wanna Go Home Future History                  | DE11 Gold · (24 Wo.)DE | AT8 Gold · (19 Wo.)AT | CH18 Gold · (20 Wo.)CH | UK1 Platin · (16 Wo.)UK | US14 Platin · (15 Wo.)US | Erstveröffentlichung: 10. Mai 2011                                                       |
| 2011 | It Girl Future History                              | DE23 (17 Wo.)DE | AT34 (10 Wo.)AT | CH30 (7 Wo.)CH | UK4 Platin · (12 Wo.)UK | US17 Platin · (22 Wo.)US | Erstveröffentlichung: 9. August 2011                                                     |
| 2011 | Breathing Future History                            | DE5 Gold · (22 Wo.)DE | AT8 Gold · (15 Wo.)AT | CH7 Gold · (20 Wo.)CH | UK25 (8 Wo.)UK | — | Erstveröffentlichung: 24. Oktober 2011                                                   |
| 2011 | Fight for You Future History                        | — | — | — | UK15 (8 Wo.)UK | US83 (1 Wo.)US | Erstveröffentlichung: 2. Dezember 2011                                                   |
| 2012 | Undefeated Future History: Platinum Edition         | — | — | — | — | US90 (1 Wo.)US | Erstveröffentlichung: 22. Mai 2012                                                       |
| 2012 | Pick Up the Pieces Future History: Platinum Edition | — | — | — | — | — | Erstveröffentlichung: 9. Juli 2012                                                       |
| 2013 | The Other Side Tattoos / Talk Dirty                 | DE35 (23 Wo.)DE | AT30 (15 Wo.)AT | CH19 (19 Wo.)CH | UK2 Platin · (22 Wo.)UK | US18 Platin · (21 Wo.)US | Erstveröffentlichung: 16. April 2013                                                     |
| 2013 | Talk Dirty Tattoos / Talk Dirty                     | DE1 Platin · (35 Wo.)DE | AT4 Gold · (27 Wo.)AT | CH4 Platin · (27 Wo.)CH | UK1 ×2Doppelplatin · (25 Wo.)UK | US3 ×4Vierfachplatin · (33 Wo.)US | Erstveröffentlichung: 2. August 2013 feat. 2 Chainz & Purple Star & Balkan Beat Box      |
| 2013 | Marry Me Tattoos / Talk Dirty                       | DE57 (8 Wo.)DE | AT27 (10 Wo.)AT | CH40 (11 Wo.)CH | UK52 Silber · (1 Wo.)UK | US26 Platin · (17 Wo.)US | Erstveröffentlichung: 26. August 2013                                                    |
| 2013 | Trumpets Tattoos / Talk Dirty                       | DE30 Gold · (23 Wo.)DE | AT33 (13 Wo.)AT | CH43 (7 Wo.)CH | UK4 ×2Doppelplatin · (25 Wo.)UK | US14 ×2Doppelplatin · (32 Wo.)US | Erstveröffentlichung: 7. November 2013                                                   |
| 2014 | Stupid Love Tattoos / Talk Dirty                    | — | — | — | UK54 (3 Wo.)UK | — | Erstveröffentlichung: 24. März 2014                                                      |
| 2014 | Wiggle Talk Dirty                                   | DE6 Gold · (26 Wo.)DE | AT4 Gold · (21 Wo.)AT | CH8 Gold · (25 Wo.)CH | UK8 Platin · (26 Wo.)UK | US5 ×3Dreifachplatin · (21 Wo.)US | Erstveröffentlichung: 15. April 2014 feat. Snoop Dogg                                    |
| 2014 | Bubblegum Tattoos (Deluxe Edition)                  | — | — | — | — | — | Erstveröffentlichung: 15. April 2014 feat. Tyga                                          |
| 2015 | Want to Want Me Everything Is 4                     | DE2 ×3Dreifachgold · (34 Wo.)DE | AT1 Gold · (31 Wo.)AT | CH3 Platin · (40 Wo.)CH | UK1 ×3Dreifachplatin · (46 Wo.)UK | US5 ×4Vierfachplatin · (35 Wo.)US | Erstveröffentlichung: 10. März 2015                                                      |
| 2015 | Cheyenne Everything Is 4                            | — | — | — | — | US66 (7 Wo.)US | Erstveröffentlichung: 30. Juni 2015                                                      |
| 2015 | Try Me Everything Is 4                              | DE39 Gold · (21 Wo.)DE | AT22 (14 Wo.)AT | — | — | — | Erstveröffentlichung: 20. Oktober 2015 feat. Jennifer Lopez & Matoma                     |
| 2015 | Get Ugly Everything Is 4                            | DE38 Gold · (14 Wo.)DE | — | — | UK12 Platin · (14 Wo.)UK | US52 Gold · (12 Wo.)US | Erstveröffentlichung: 15. Dezember 2015                                                  |
| 2016 | Naked –                                             | — | — | — | — | — | Erstveröffentlichung: 12. Februar 2016                                                   |
| 2016 | If It Ain’t Love –                                  | DE80 (9 Wo.)DE | — | CH58 (8 Wo.)CH | UK49 Silber · (14 Wo.)UK | US67 (8 Wo.)US | Erstveröffentlichung: 1. April 2016                                                      |
| 2016 | Kiss the Sky Platinum Hits                          | — | — | — | UK87 (1 Wo.)UK | — | Promoveröffentlichung: 29. Juli 2016                                                     |
| 2017 | Swalla Nu King                                      | DE4 ×2Doppelplatin · (42 Wo.)DE | AT9 ×2Doppelplatin · (31 Wo.)AT | CH14 (37 Wo.)CH | UK6 ×2Doppelplatin · (31 Wo.)UK | US29 ×2Doppelplatin · (20 Wo.)US | Erstveröffentlichung: 23. Februar 2017 feat. Nicki Minaj & Ty Dolla Sign                 |
| 2017 | If I’m Lucky –                                      | DE31 Gold · (17 Wo.)DE | AT39 (8 Wo.)AT | CH77 (9 Wo.)CH | UK28 Silber · (12 Wo.)UK | — | Erstveröffentlichung: 1. September 2017                                                  |
| 2017 | Tip Toe Nu King                                     | DE11 Platin · (28 Wo.)DE | AT25 Platin · (18 Wo.)AT | CH22 (24 Wo.)CH | UK5 Platin · (30 Wo.)UK | US— GoldUS | Erstveröffentlichung: 10. November 2017 feat. French Montana                             |
| 2018 | Colors 2018 FIFA World Cup Official Anthem          | DE47 (18 Wo.)DE | AT57 (6 Wo.)AT | CH63 (9 Wo.)CH | UK64 Silber · (7 Wo.)UK | — | Erstveröffentlichung: 9. März 2018                                                       |
| 2018 | Goodbye 7                                           | DE47 (15 Wo.)DE | AT57 Gold · (10 Wo.)AT | CH50 (11 Wo.)CH | UK26 Gold · (15 Wo.)UK | US— GoldUS | Erstveröffentlichung: 23. August 2018 mit David Guetta feat. Nicki Minaj & Willy William |
| 2018 | Make Up –                                           | — | — | — | — | — | Erstveröffentlichung: 22. Oktober 2018 mit Vice feat. Ava Max                            |
| 2019 | Let’s Shut Up & Dance –                             | — | — | — | — | — | Erstveröffentlichung: 22. Februar 2019 mit Lay & NCT 127                                 |
| 2019 | Mamacita –                                          | — | — | — | — | — | Erstveröffentlichung: 5. Juli 2019 feat. Farruko                                         |
| 2019 | Too Hot –                                           | — | — | — | — | — | Erstveröffentlichung: 27. August 2019                                                    |
| 2020 | Savage Love (Laxed – Siren Beat) –                  | DE1 ×2Doppelplatin · (53 Wo.)DE | AT1 ×3Dreifachplatin · (58 Wo.)AT | CH1 ×2Doppelplatin · (55 Wo.)CH | UK1 ×2Doppelplatin · (33 Wo.)UK | US1 ×4Vierfachplatin · (31 Wo.)US | Erstveröffentlichung: 11. Juni 2020 mit Jawsh 685; Remix feat. BTS                       |
| 2020 | Coño –                                              | DE47 Gold · (11 Wo.)DE | AT42 Gold · (10 Wo.)AT | CH74 (8 Wo.)CH | UK55 Silber · (9 Wo.)UK | — | Erstveröffentlichung: 2. Juli 2020 mit Puri & Jhorrmountain                              |
| 2020 | Don’t Cry for Me –                                  | DE— aDE | — | CH90 (1 Wo.)CH | — | — | Erstveröffentlichung: 10. Juli 2020 mit Alok & Martin Jensen                             |
| 2020 | Take You Dancing Nu King                            | DE15 Platin · (36 Wo.)DE | AT12 ×2Doppelplatin · (32 Wo.)AT | CH11 (38 Wo.)CH | UK7 Platin · (30 Wo.)UK | US57 Platin · (8 Wo.)US | Erstveröffentlichung: 23. Juli 2020                                                      |
| 2020 | Love Not War (The Tampa Beat) Nu King               | DE9 Platin · (40 Wo.)DE | AT14 ×2Doppelplatin · (35 Wo.)AT | CH5 Platin · (40 Wo.)CH | UK26 Silber · (13 Wo.)UK | — | Erstveröffentlichung: 20. November 2020 mit Nuka                                         |
| 2021 | Lifestyle Nu King                                   | DE— bDE | — | CH66 (5 Wo.)CH | UK70 (4 Wo.)UK | US71 (5 Wo.)US | Erstveröffentlichung: 21. Januar 2021 feat. Adam Levine                                  |
| 2021 | Jalebi Baby Nu King                                 | DE81 (7 Wo.)DE | AT73 (1 Wo.)AT | CH71 (5 Wo.)CH | — | — | Erstveröffentlichung: 28. Mai 2021 mit Tesher                                            |
| 2021 | Acapulco Nu King                                    | DE18 Platin · (59 Wo.)DE | AT9 ×3Dreifachplatin · (58 Wo.)AT | CH23 (58 Wo.)CH | UK65 Silber · (14 Wo.)UK | — | Erstveröffentlichung: 3. September 2021                                                  |
| 2022 | Ayo Girl (Fayahh Beat) –                            | — | — | — | — | — | Erstveröffentlichung: 15. März 2022 mit Robinson & Rema                                  |
| 2022 | Slidin’ –                                           | — | — | — | — | — | Erstveröffentlichung: 19. Mai 2022 mit Kodak Black                                       |
| 2022 | Never Let You Go –                                  | — | — | — | — | — | Erstveröffentlichung: 4. November 2022 mit Shouse                                        |
| 2023 | Saturday/Sunday –                                   | — | — | — | — | — | Erstveröffentlichung: 9. Februar 2023 mit David Guetta                                   |
| 2023 | It’s Your Thing –                                   | — | — | — | — | — | Erstveröffentlichung: 17. März 2023                                                      |
| 2023 | Ta Ta Ta –                                          | — | — | — | — | — | Erstveröffentlichung: 14. April 2023 mit Bayanni                                         |
| 2023 | Glad U Came –                                       | — | — | — | — | — | Erstveröffentlichung: 27. April 2023                                                     |
| 2023 | When Love Sucks Nu King                             | — | — | — | — | — | Erstveröffentlichung: 18. Mai 2023 feat. Dido                                            |
| 2023 | Slow Low Nu King                                    | — | — | — | — | — | Erstveröffentlichung: 8. Juni 2023                                                       |
| 2023 | Body Count –                                        | — | — | — | — | — | Erstveröffentlichung: 24. August 2023                                                    |
| 2023 | Lemons –                                            | — | — | — | — | — | Erstveröffentlichung: 29. September 2023 mit Dylan and the Moon                          |
| 2023 | Hands on Me Nu King                                 | — | — | — | — | — | Erstveröffentlichung: 13. Oktober 2023 feat. Meghan Trainor                              |
| 2023 | Closer to Christmas –                               | DE70 (1 Wo.)DE | — | — | — | — | Erstveröffentlichung: 10. November 2023                                                  |
| 2024 | Spicy Margarita Nu King                             | — | — | — | UK80 (1 Wo.)UK | — | Erstveröffentlichung: 24. Januar 2024 mit Michael Bublé                                  |
| Folgende Lieder erschienen nicht als Single, wurden aber durch das Album zum Download und Streaming bereitgestellt und konnten somit eine Platzierung erlangen: |                                                     | | | | | |                                                                                          |
| |                                                     | | | | | |                                                                                          |
| 2013 | Fire Tattoos                                        | DE91 (1 Wo.)DE | — | CH73 (1 Wo.)CH | — | — | Erstveröffentlichung: 20. September 2013 feat. Pitbull                                   |

### Als Gastmusiker
| Jahr | Titel Album                                              | Höchstplatzierung, Gesamtwochen, AuszeichnungChartplatzierungen (Jahr, Titel, Album, Platzierungen, Wochen, Auszeichnungen, Anmerkungen) | Höchstplatzierung, Gesamtwochen, AuszeichnungChartplatzierungen (Jahr, Titel, Album, Platzierungen, Wochen, Auszeichnungen, Anmerkungen) | Höchstplatzierung, Gesamtwochen, AuszeichnungChartplatzierungen (Jahr, Titel, Album, Platzierungen, Wochen, Auszeichnungen, Anmerkungen) | Höchstplatzierung, Gesamtwochen, AuszeichnungChartplatzierungen (Jahr, Titel, Album, Platzierungen, Wochen, Auszeichnungen, Anmerkungen) | Höchstplatzierung, Gesamtwochen, AuszeichnungChartplatzierungen (Jahr, Titel, Album, Platzierungen, Wochen, Auszeichnungen, Anmerkungen) | Anmerkungen                                                                                       |
| Jahr | Titel Album                                              | DE | AT | CH | UK | US | Anmerkungen                                                                                       |
| ---- | -------------------------------------------------------- | --- | --- | --- | --- | --- | ------------------------------------------------------------------------------------------------- |
| 2010 | Text Mann’s World                                        | — | — | — | — | — | Erstveröffentlichung: 23. Februar 2010 Mann feat. Jason Derulo                                    |
| 2010 | Take You Anywhere –                                      | — | — | — | — | — | Erstveröffentlichung: 18. Mai 2010 Shortyo feat. Jason Derulo                                     |
| 2010 | Coming Home Turn It Up Louder                            | — | — | — | UK51 (1 Wo.)UK | — | Erstveröffentlichung: 18. Oktober 2010 Pixie Lott feat. Jason Derulo                              |
| 2011 | Test Drive Japonicana                                    | — | — | — | — | — | Erstveröffentlichung: 8. November 2011 Jin Akanishi feat. Jason Derulo                            |
| 2013 | Make a Move –                                            | — | — | — | — | — | Erstveröffentlichung: 2013 Tiffany Queen feat. Jason Derulo                                       |
| 2014 | This Is How We Roll (Remix) –                            | — | — | — | — | — | Erstveröffentlichung: 6. Juni 2014 Florida Georgia Line feat. Jason Derulo & Luke Bryan           |
| 2015 | Chingalinga –                                            | — | — | — | — | — | Erstveröffentlichung: 6. April 2015 Alyxx Dione feat. Jason Derulo                                |
| 2015 | Follow Me United We Are                                  | — | — | — | — | — | Erstveröffentlichung: 7. August 2015 Hardwell feat. Jason Derulo                                  |
| 2015 | Drive You Crazy Globalization                            | — | — | — | — | — | Erstveröffentlichung: 21. August 2015 Pitbull feat. Jason Derulo                                  |
| 2016 | Secret Love Song Get Weird                               | — | — | — | UK6 ×3Dreifachplatin · (25 Wo.)UK | — | Erstveröffentlichung: 3. Februar 2016 Little Mix feat. Jason Derulo                               |
| 2016 | Hello Friday –                                           | — | — | — | — | US79 (1 Wo.)US | Erstveröffentlichung: 26. Februar 2016 Flo Rida feat. Jason Derulo                                |
| 2018 | 1, 2, 3 –                                                | DE— cDE | AT32 (8 Wo.)AT | CH63 (13 Wo.)CH | UK— SilberUK | US— Diamant + Platin (Latin)US | Erstveröffentlichung: 16. Februar 2018 Sofía Reyes feat. Jason Derulo & De La Ghetto              |
| 2022 | Jiggle Jiggle –                                          | — | — | — | — | — | Erstveröffentlichung: 15. Juli 2022 Duke & Jones & Louis Theroux feat. Jason Derulo & Amelia Dimz |
| 2022 | No No No Fleur froide - Second état : la cristallisation | — | — | — | — | — | Erstveröffentlichung: 26. August 2022 Tayc feat. Jason Derulo                                     |
| 2023 | Give You Love Yours Forever                              | — | — | — | — | — | Erstveröffentlichung: 11. August 2023 Jessica Mauboy feat. Jason Derulo                           |
| 2023 | Lemons –                                                 | — | — | — | — | — | Erstveröffentlichung: 29. September 2023 Dylan and the Moon feat. Jason Derulo                    |
| 2023 | Il y a R3ssources (Bonus Track Edition)                  | — | — | — | — | — | Erstveröffentlichung: 9. November 2023 Amir feat. Jason Derulo                                    |

## Musikvideos
| Jahr | Titel                                         | Regie                        |
| ---- | --------------------------------------------- | ---------------------------- |
| 2009 | Whatcha Say                                   | Bernard Gourley              |
| 2009 | Whatcha Say (Akustik-Version)                 | unbekannt                    |
| 2010 | In My Head                                    | Kai Crawford                 |
| 2010 | Text (mit Mann)                               | Kevin Shulman                |
| 2010 | Ridin’ Solo                                   | Scott Speer                  |
| 2010 | What If                                       | Ethan Lader                  |
| 2010 | Overnight Celebrity (mit Alyssa Shouse)       | Justin Baldoni               |
| 2010 | The Sky’s the Limit                           | Kevin Shulman                |
| 2011 | Don’t Wanna Go Home                           | Rich Lee                     |
| 2011 | It Girl                                       | Colin Tilley                 |
| 2011 | Breathing                                     | Colin Tilley                 |
| 2011 | Test Drive (mit Jin Akanishi)                 | unbekannt                    |
| 2011 | Fight for You                                 | Colin Tilley                 |
| 2013 | The Other Side                                | Colin Tilley                 |
| 2013 | Talk Dirty (feat. 2 Chainz & Balkan Beat Box) | Colin Tilley                 |
| 2013 | Marry Me                                      | Hannah Lux Davis             |
| 2013 | Trumpets                                      | Collin Tilley & Jason Derulo |
| 2014 | Stupid Love                                   | Gil Green                    |
| 2014 | Wiggle (feat. Snoop Dogg)                     | Colin Tilley                 |
| 2015 | Want to Want Me                               | Colin Tilley                 |
| 2015 | Chingalinga (mit Alyxx Dione)                 | Dano Cerny                   |
| 2015 | Cheyenne                                      | Syndrome                     |
| 2015 | Get Ugly                                      | Syndrome                     |
| 2016 | Secret Love Song (mit Little Mix)             | Frank Borin                  |
| 2016 | Hello Friday (mit Flo Rida)                   | Alex Acosta                  |
| 2016 | Naked                                         | Jason Derulo                 |
| 2016 | If It Ain’t Love                              | Jason Derulo & Joe Labisi    |
| 2016 | Kiss the Sky                                  | Andy Hines                   |
| 2017 | Swalla (feat. Nicki Minaj & Ty Dolla Sign)    | Gil Green                    |

## Statistik

### Chartauswertung
|                     | DE    | AT    | CH    | UK    | US    |
| ------------------- | ----- | ----- | ----- | ----- | ----- |
| Nummer-eins-Alben   | DE—DE | AT—AT | CH—CH | UK—UK | US—US |
| Top-10-Alben        | DE—DE | AT—AT | CH—CH | UK3UK | US2US |
| Alben in den Charts | DE4DE | AT4AT | CH5CH | UK6UK | US6US |

|                       | DE     | AT     | CH     | UK     | US     |
| --------------------- | ------ | ------ | ------ | ------ | ------ |
| Nummer-eins-Singles   | DE2DE  | AT2AT  | CH1CH  | UK5UK  | US2US  |
| Top-10-Singles        | DE9DE  | AT9AT  | CH6CH  | UK15UK | US6US  |
| Singles in den Charts | DE29DE | AT26AT | CH28CH | UK31UK | US22US |

### Auszeichnungen für Musikverkäufe
| Land/RegionAuszeichnungen für Musikverkäufe (Land/Region, Auszeichnungen, Verkäufe, Quellen) | Silber       | Gold         | Platin         | Diamant     | Verkäufe   | Quellen                 |
| -------------------------------------------------------------------------------------------- | ------------ | ------------ | -------------- | ----------- | ---------- | ----------------------- |
| Argentinien (CAPIF)                                                                          | —            | —            | Platin1        | —           | 20.000     | Einzelnachweise         |
| Australien (ARIA)                                                                            | —            | 3× Gold3     | 94× Platin94   | —           | 6.685.000  | aria.com.au             |
| Belgien (BRMA)                                                                               | —            | 6× Gold6     | 2× Platin2     | —           | 170.000    | ultratop.be             |
| Brasilien (PMB)                                                                              | —            | Gold1        | 5× Platin5     | 2× Diamant2 | 720.000    | pro-musicabr.org.br BR2 |
| Chile (IFPI)                                                                                 | —            | Gold1        | —              | —           | 40.000     | Einzelnachweise         |
| Dänemark (IFPI)                                                                              | —            | 12× Gold12   | 24× Platin24   | —           | 1.630.000  | ifpi.dk                 |
| Deutschland (BVMI)                                                                           | —            | 14× Gold14   | 12× Platin12   | —           | 6.700.000  | musikindustrie.de       |
| Finnland (IFPI)                                                                              | —            | Gold1        | —              | —           | 20.000     | Einzelnachweise         |
| Frankreich (SNEP)                                                                            | —            | 6× Gold6     | 3× Platin3     | 3× Diamant3 | 2.229.099  | snepmusique.com         |
| Griechenland (IFPI)                                                                          | —            | Gold1        | —              | —           | 10.000     | Einzelnachweise         |
| Irland (IRMA)                                                                                | —            | Gold1        | 6× Platin6     | —           | 97.500     | irishcharts.ie          |
| Italien (FIMI)                                                                               | —            | 9× Gold9     | 16× Platin16   | —           | 1.100.000  | fimi.it                 |
| Japan (RIAJ)                                                                                 | —            | 2× Gold2     | —              | —           | 200.000    | riaj.or.jp              |
| Kanada (MC)                                                                                  | —            | 2× Gold2     | 57× Platin57   | —           | 4.300.000  | musiccanada.com         |
| Kolumbien (ASINCOL)                                                                          | —            | —            | 2× Platin2     | —           | 20.000     | Einzelnachweise         |
| Malaysia (RIM)                                                                               | —            | —            | Platin1        | —           | 200.000    | Einzelnachweise         |
| Mexiko (AMPROFON)                                                                            | —            | 5× Gold5     | 3× Platin3     | —           | 300.000    | amprofon.com.mx         |
| Neuseeland (RMNZ)                                                                            | —            | 6× Gold6     | 38× Platin38   | —           | 1.087.500  | radioscope.co.nz NZ2    |
| Niederlande (NVPI)                                                                           | —            | 4× Gold4     | 4× Platin4     | —           | 285.000    | nvpi.nl                 |
| Norwegen (IFPI)                                                                              | —            | 2× Gold2     | 14× Platin14   | —           | 380.000    | ifpi.no                 |
| Österreich (IFPI)                                                                            | —            | 10× Gold10   | 13× Platin13   | —           | 540.000    | ifpi.at                 |
| Polen (ZPAV)                                                                                 | —            | 5× Gold5     | 16× Platin16   | —           | 760.000    | olis.pl                 |
| Portugal (AFP)                                                                               | —            | 3× Gold3     | 5× Platin5     | —           | 65.000     | Einzelnachweise         |
| Schweden (IFPI)                                                                              | —            | 5× Gold5     | 9× Platin9     | —           | 560.000    | sverigetopplistan.se    |
| Schweiz (IFPI)                                                                               | —            | 3× Gold3     | 5× Platin5     | —           | 165.000    | hitparade.ch            |
| Singapur (RIAS)                                                                              | —            | —            | Platin1        | —           | 10.000     | Einzelnachweise         |
| Spanien (Promusicae)                                                                         | —            | 6× Gold6     | 18× Platin18   | —           | 920.000    | elportaldemusica.es     |
| Südafrika (RISA)                                                                             | —            | —            | Platin1        | —           | 10.000     | Einzelnachweise         |
| Südkorea (KMCA)                                                                              | —            | —            | Platin1        | —           | 261.799    | circlechart.kr          |
| Vereinigte Staaten (RIAA)                                                                    | —            | 7× Gold7     | 46× Platin46   | Diamant1    | 49.160.000 | riaa.com                |
| Vereinigtes Königreich (BPI)                                                                 | 11× Silber11 | 5× Gold5     | 30× Platin30   | —           | 20.760.000 | bpi.co.uk               |
| Insgesamt                                                                                    | 11× Silber11 | 120× Gold120 | 427× Platin427 | 6× Diamant6 |            |                         |